# FK Metallurg Kadamdschai
Der FK Metallurg Kadamdschai ist ein Fußballverein aus Kadamdschai im Oblus Batken im Südwesten Kirgisistans. Sein größter Erfolg war der Gewinn der höchsten Spielklasse des zentralasiatischen Landes, der Top Liga, im Jahr 1996.

## Vereinsgeschichte
Der Verein wurde im Jahre 1985 unter der Sowjetunion gegründet. 1996 gewann er die Top Liga, wurde jedoch aufgrund schlechter Finanzlage im Folgejahr aufgelöst. Am 11. November 2020 wurde er wiedergegründet. In der Vorrunde der AFC Champions League gewann der Verein einmal gegen Dynamo Duschanbe, verlor aber das zweite Mal und konnte somit nicht in die erste Runde aufsteigen.

## Stadion
Sein Heimstadion ist das Metallurg-Stadion. Zu Sowjetzeiten war es in einem guten Zustand, wurde jedoch nach ihrem Ende schlecht gepflegt. Es wird, neben Fußballspielen, auch für andere Großveranstaltungen verwendet.